# インディアン・ムジャーヒディーン
インディアン・ムジャーヒディーン（Indian Mujahedeen）は、インドのイスラム主義組織。名前の意味については、「インドの聖戦士」と訳される。

## 概要
2008年以降、多数の無差別爆弾テロを実行するようになり表面化した非合法組織。組織力や背景など不明な点が多いが、2008年9月13日に発生したテロ事件では、ジャーミア・ミリア・イスラーミア大学学生および卒業生3人が逮捕されており、供述から高学歴層のインド人ムスリム青年らがテロリズムに感化されて所属していると見られている。

## 主な事件
- 2008年7月26日：グジャラート州アフマダーバードなどで16件の連続爆発事件が発生。死者49人、負傷者160人以上。爆弾にベアリングやナットが混入された殺傷力が高い爆弾が用いられた[1]。
- 2008年9月13日：ニューデリー中心部で、5件の連続爆発事件が発生。死者25人、負傷者200人以上。爆発は、金融の中心地であるコンノート・プレイスのほか、高級ショッピング街グレーター・カイラーシュで発生し、負傷者が増えた要因となった。警察発表によれば首謀者は爆死したほか、前述の大学生ら3人が逮捕されている[2]。
- 2013年7月7日：ブッダガヤでブッダガヤ爆弾テロ事件発生[3]。